# Szaki Dani
Szaki Dani (néhány korai fordításban "Lökhajtay Dániel") a Donald Kacsa-univerzumban Kacsaháza 
városának legnagyobb feltalálója.
Dani volt az a szereplő, akinek a külsejét egyedül megváltoztatták a Kacsamesék sorozatban; ebben (a figura korábbi változataira emlékeztető) megjelenésében még tudós-szerűbben néz ki.
Első megjelenés: "Gladstone's Terrible Secret" (Walt Disney's Comics & Stories" #140, 1952, írta Carl Barks).

## Kisinas
Dani villanykörtefejű segítője, akit Carl Barks mutatott be az első pár történet után.

## Külső hivatkozások
- Virtual journey in Gyro Gearloose's house